# بيت سميع (شبام كوكبان)

تعديل مصدري - تعديل

بيت سميع هي إحدى قرى عزلة الأهجر بمديرية شبام كوكبان التابعة لمحافظة المحويت، بلغ تعداد سكانها 359 نسمة حسب تعداد اليمن لعام 2004.